# Philibertia urceolata
Philibertia urceolata är en oleanderväxtart som beskrevs av Goyder. Philibertia urceolata ingår i släktet Philibertia och familjen oleanderväxter. Inga underarter finns listade i Catalogue of Life.